# 罗莎琳·费利恩
罗莎琳·费利恩（英語：Roseline Filion，1987年7月3日—），加拿大女子跳水運動員。

## 簡歷
2012年，罗莎琳·费利恩代表俄罗斯參加英國倫敦舉行的奥林匹克运动会跳水比賽，與米根·本菲托搭檔出戰女子雙人10米高臺賽事，最終獲得銅牌。此外，她個人亦出戰女子10米高臺賽事，最終获得赛事的第10名。

## 主要比賽成績
只列出曾進入三甲的國際賽事成績：
| 年份   | 賽事                   | 項目         | 拍檔        | 成績   | 成績 |
| ------ | ---------------------- | ------------ | ----------- | ------ | ---- |
| 2015年 | 跳水大獎賽羅斯托克站   | 女雙10米高台 | 米根·本菲托 | 302.55 | 冠軍 |
| 2015年 | 世界跳水系列賽北京站   | 女雙10米高台 | 米根·本菲托 | 310.86 | 季軍 |
| 2015年 | 世界跳水系列賽杜拜站   | 女雙10米高台 | 米根·本菲托 | 321.27 | 亞軍 |
| 2015年 | 跳水大獎賽加蒂諾站     | 10米高台     | －          | 391.30 | 亞軍 |
| 2015年 | 跳水大獎賽加蒂諾站     | 女雙10米高台 | 米根·本菲托 | 320.55 | 亞軍 |
| 2015年 | 世界跳水系列賽喀山站   | 女雙10米高台 | 米根·本菲托 | 316.11 | 亞軍 |
| 2015年 | 世界跳水系列賽倫敦站   | 10米高台     | －          | 379.15 | 冠軍 |
| 2015年 | 世界跳水系列賽溫莎站   | 女雙10米高台 | 米根·本菲托 | 317.28 | 季軍 |
| 2016年 | 奧林匹克運動會跳水比賽 | 女雙10米高台 | 米根·本菲托 | 336.18 | 銅牌 |